# 圣衣 (宗教礼服)
圣衣或稱祭衣指的是基督教圣职人员在进行宗教仪式时所穿戴的服装，不同教派对其界定有不同见解。
基督教建立之初是没有比较正式的礼服的，原因取决于早期基督教受迫害的社会地位以至无暇考虑。直到基督教国教化后才有所改善。

## 西方
西方基督教的圣衣主要是受拉丁和哥特文化影响比较大，相互之间有许多共同点可言，但是高派和低派的服装差异则比较大，高派基本保持了传统的圣衣服饰，低派保留的则大多数较少。

### 高派

#### 哥特式

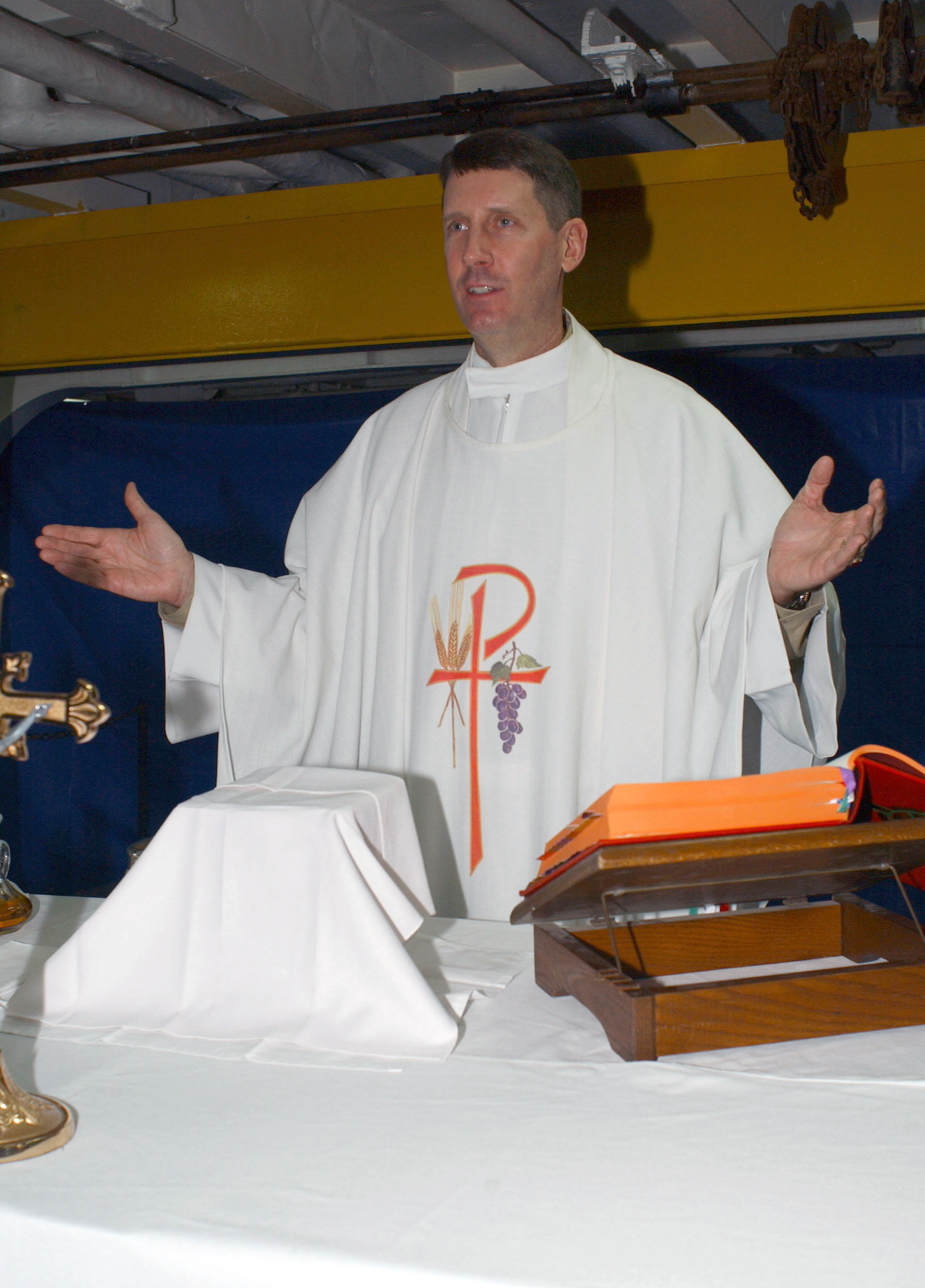
身着哥特式圣衣正在做弥撒的司铎（看不到下面，所以也有可能是欧洲式）

哥特式通行于北欧、北德等高派教会领地，特点就是祭披展开后是正圆形或者椭圆形的。
- 哥特式祭披
- 大白衣
- 圣带（内置）
- 小瓜帽（可不戴）
- 白手套（可不戴）

#### 罗马式

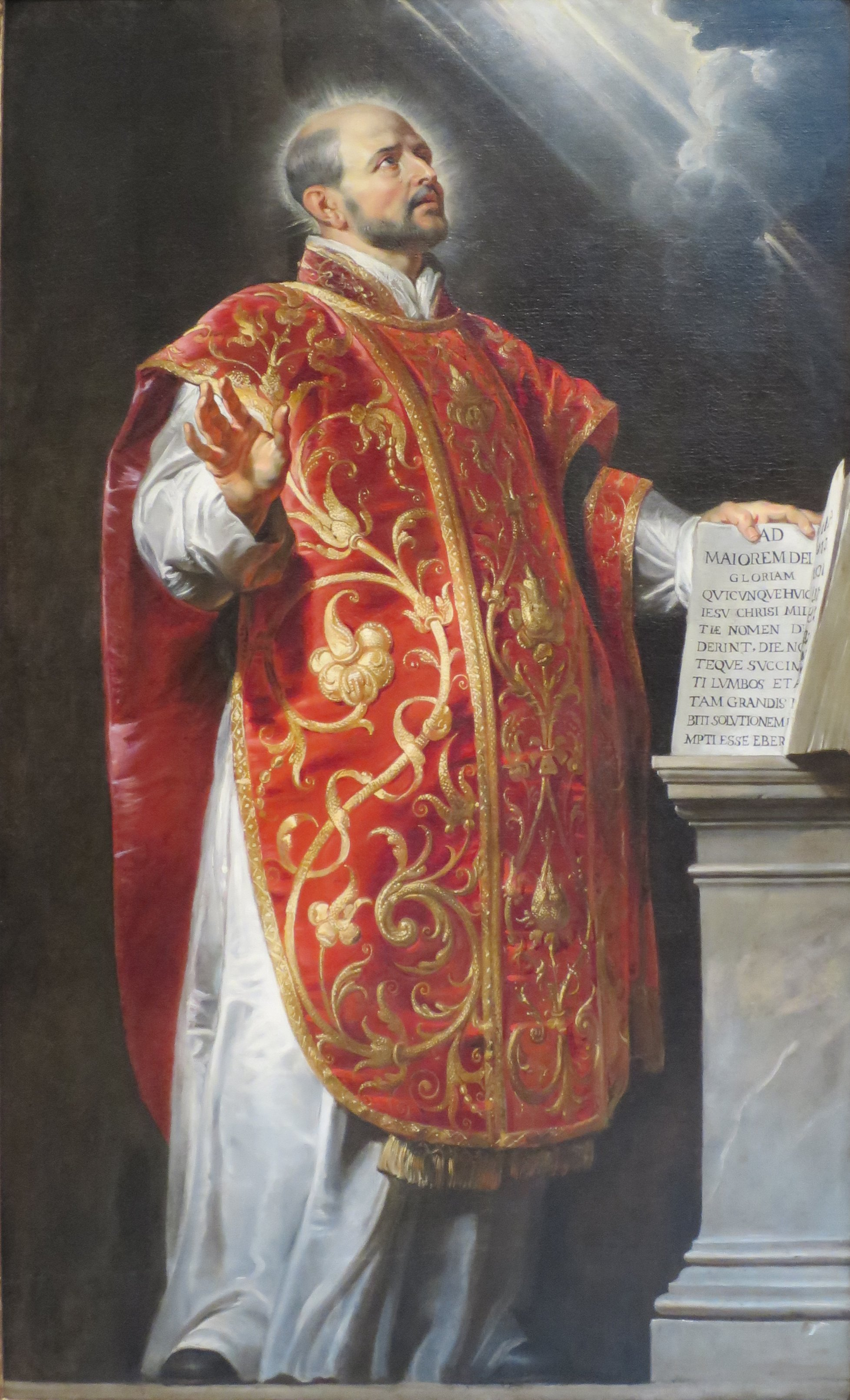
身着罗马式圣衣的耶稣会创始人依納爵·羅耀拉

罗马式通行于意大利，特点是祭披是一个马甲。
- 罗马式祭披
- 大白衣
- 圣带（内置）
- 手带
- 小瓜帽（可不戴）
- 白手套（可不戴）

#### 欧洲式
- 欧洲式通行于法国、西班牙等地，特点是祭披展开后是一块正方形或者长方形的布料。
- 欧洲式祭披
- 大白衣
- 圣带（外置）
- 小瓜帽（可不戴）
- 白手套（可不戴）

#### 主教专属
- 主教冠
- 牧杖
- 权戒
- 小瓜帽（可不戴）
- 四角帽（所有神職人員均可使用，但現在常由樞機使用）
- 嘎披

#### 教宗专属
- 渔人之靴
- 渔人之戒

### 低派
低派的服饰比较随意，但是绝大多数已经不再佩戴祭披了，部分教会还会保留大白衣，但是还有很多低派教会就是在神职常服或者便服的基础上加一个圣带便了事。还有许多教派则完全放弃了传统服饰，身上穿着几乎看不出为神职人员。

## 东方
拜占庭式祭披多用于东正教会和东仪天主教会，此祭披亦可分为希腊式和斯拉夫式。主要区别是希腊式有一直排领口，而斯拉夫式没有，斯拉夫式的后领较高，而希腊式没有。
|                                   |          |          |
| 当有许多司祭共祭时 着此服者为主祭 | 事奉圣衣 | 晚祷圣衣 |